# 더 디그 (영화)
《더 디그》(영어: The Dig)는 2021년 공개된 드라마 영화이다. 사이먼 스톤이 감독을 맡았으며, 존 프레스턴의 동명 소설 더 디그(The Dig)가 영화의 원작이다.

## 출연
- 레이프 파인스 - 배질 브라운 역
- 케리 멀리건 - 이디스 프레티 역
- 릴리 제임스 - 페기 프레스턴 역
- 조니 플린 - 로리 로맥스 역
- 벤 채플린 - 스튜어트 피고트 역
- 켄 스톳 - 찰스 필립스 역
- 모니카 돌런 - 메이 브라운 역
- 아셔 알리 - 윌리엄 그라임즈 역
- 아치 반스 - 로버트 프리티 역
- 에일린 데이비스 - 플로렌스 톰슨 역

## 참고
- (비즈한국, [정수진의 계정공유] 삽질의 연속이라도 괜찮아 '더 디그' - 평범한 고고학자가 발굴한 삶의 진정한 의미…잔잔하지만 강렬하고 아름다운 서사)http://www.bizhankook.com/bk/article/21400